# Dreadlock

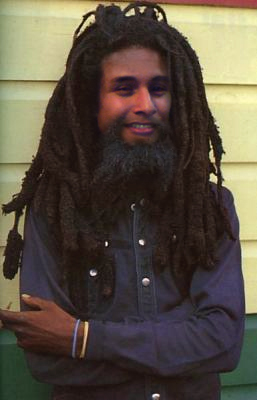
Rasta din Breña

Termenul dreadlocks  se referă la un tip de coafură creată în Africa, care se folosea din epoca vechilor greci (de aici și legenda Medusa, în unele scrieri romane sau grecești se menționau ființe de piele neagră și cu șerpi în cap).
Acest tip de tunsoare este, de asemenea, asociat cu Mișcarea Rastafari (mișcare spirituală, socială și culturală pan-africană). Acest stil de coafură  se cunoaște vulgar sub numele de rasta. După tradiție, femeile nu pot purta astfel de coafuri. Coafura specifică în special adepților rastafari a fost făcută cunoscută și de către celebrul cântăreț de muzică reggae Bob Marley.